# Mikró Paximadi
Mikro Paximadi (en griego: Μικρό Παξιμάδι) es la más pequeña de las dos islas que componen las islas Paximadia. Las islas más cercanas son Megalo Paximadi y Creta desde la cual se puede acceder en barco. Es parte de la unidad periférica de Réthymno.

## Relieve
Mikro Paximadi es más escarpada que Megalo Paximadi. Se compone de una sola montaña de una altura de 141 metros de alto. No tiene ningún llano ni mesetas. Al no tener llanos, tampoco tiene playa, lo que hace que no haya ningún barco que vaya directo hacia Mikro Paximadi.
- Datos: Q6016191